# フーチー・クーチー・マン
「フーチー・クーチー・マン」（英語: HOOCIE COOCHIE MAN）は、日本のロックミュージシャンである柳ジョージが、1988年5月10日にワーナー・パイオニア / Atlantic Recordからリリースした10枚目のシングルである。

## 解説
同年に発売されたアルバム『WILLOW'S GATE』の先行シングル。
表題曲の「フーチー・クーチー・マン」は、東芝『インバーターエアコン』のCFソングとして使用された。
カップリング曲の「STAY -ボトルネックが泣いている-」は、TBS系『加トちゃんケンちゃんごきげんテレビ』内『THE DETECTIVE STORY』のオープニングテーマに使用された。

## 収録曲
| 全編曲: 平野孝幸。 |                                                  |           |            |      |
| #                  | タイトル                                         | 作詞      | 作曲       | 時間 |
| 1.                 | 「フーチー・クーチー・マン」(HOOCIE COOCHIE MAN) | 平野肇    | 柳ジョージ | 4:25 |
| 2.                 | 「STAY -ボトルネックが泣いている-」(STAY)        | 田口俊    | 斉藤恵     | 4:11 |
| 合計時間:          | 合計時間:                                        | 合計時間: | 合計時間:  | 8:36 |